# Locomotora de Vapor 120/2112
La Locomotora de vapor 120-2112 "Martorell" és una locomotora fabricada per l'empresa Sharp & Steward a Manchester el 1854 i que es troba conservada actualment al Museu del Ferrocarril de Catalunya, amb el número de registre 00003 d'ençà que va ingressar el 1981, com una donació de la companyia Renfe. Al llarg de la seva història ha passat per diverses empreses : Camino de Hierro del Centro (1854-1861), Ferrocarriles de Tarragona a Martorell y Barcelona (1861-1875), Compañía de los Ferrocarriles de Barcelona a Tarragona y Francia (1875-1898), MZA (1898-1941), Renfe (1941-).

## Història
La Martorell és la locomotora més antiga conservada a Espanya. És un model evolucionat d'altres més antics i limitats, va ser dissenyada per remolcar trens de viatgers a la línia de Barcelona a Molins de Rei i Martorell, que seria posteriorment absorbida per les companyies de Tarragona a Barcelona y Francia (TBF) el 1875 i Madrid a Zaragoza y Alicante (MZA) el 1891.
De construcció anglesa, aportava solucions als problemes plantejats per la cèlebre Rocket i les locomotores més antigues, com era la debilitat del bastidor, corregida mitjançant la incorporació de dos travessers longitudinals a cada costat.
Fou reformada el 1913 per adaptar-la al servei de maniobres. Se li van instal·lar dos dipòsits d'aigua als costats de la caldera, i es va convertir en una locomotora tipus tanc. Va circular sempre a Catalunya i va participar l'estand de MZA a l'Exposició Internacional de Barcelona de l'any 1929.

## Conservació
El seu estat de conservació és bo. Durant els anys 1990-91 es va sotmetre a un procés de restauració de xapa i pintura.	

## Exposicions
- MOROP, Vilanova i la Geltrú
- Exposición Universal, Barcelona
- Centenario del Ferrocarril en España, Barcelona